# Figli delle stelle (film)
Figli delle stelle è un film del 2010 diretto da Lucio Pellegrini.
Il titolo è tratto dall'omonima canzone di Alan Sorrenti del 1977, che viene suonata e commentata nel film e accompagna i titoli di coda.

## Trama
Un precario "cronico", un portuale di Marghera, un ricercatore universitario un po' stagionato, un'insicura giornalista televisiva ed un uomo appena uscito di galera, delusi dalla loro vita, decidono di passare all'azione e rapire un ministro, ma non tutto va come previsto.

## Produzione
Le riprese del film sono iniziate il 21 settembre 2009 tra Roma e Aosta e Torino, più precisamente gran parte del film si svolge in una Cervinia invernale, ma insolitamente poco abitata.

## Distribuzione
Il film è uscito nelle sale cinematografiche italiane il 22 ottobre 2010 in 265 copie.